# Eva Justin
Eva Hedwig Justin (Dresden, 23 d'agost de 1909 - Offenbach am Main, 11 de setembre de 1966), fou una antropòloga racial i psicòloga alemanya durant l'època del Nacional Socialisme.

## Biografia

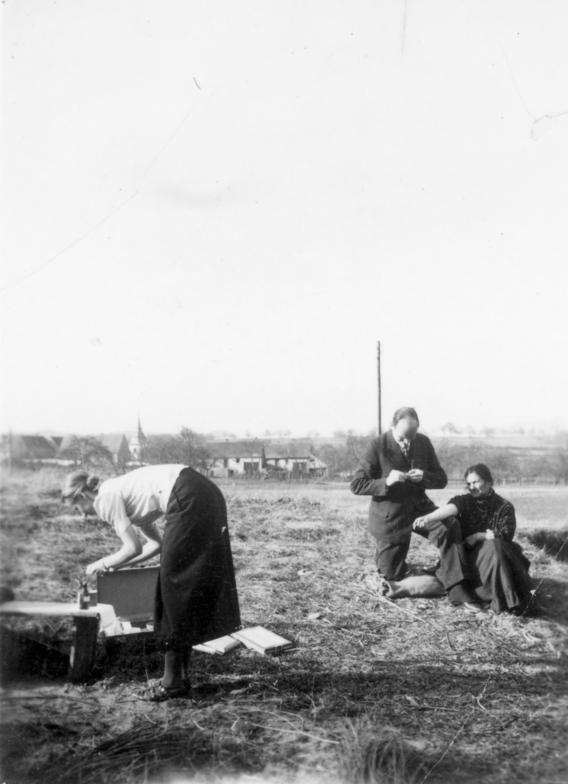
Robert Ritter (al darrere), prenent una mostra de sang amb la col·laboració d'Eva Justin.

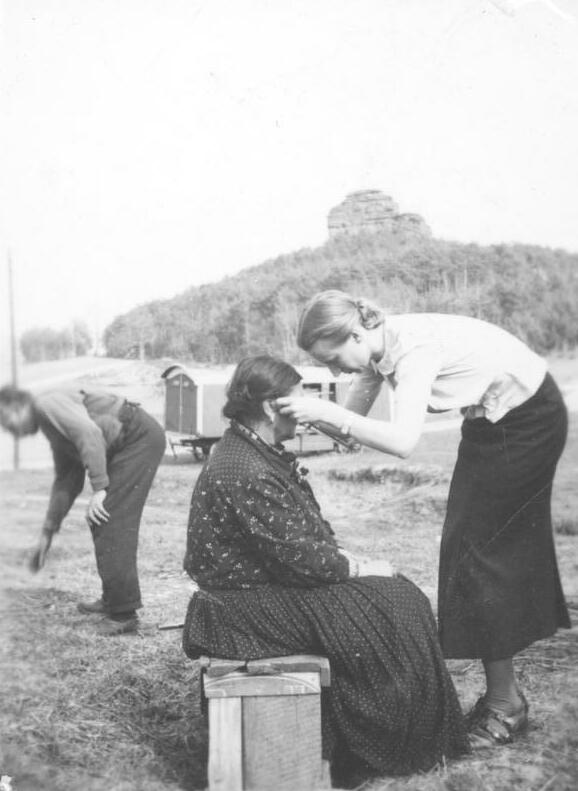
Eva Justin mesurant els trets facials d'una dona romaní.

Eva Justin va néixer a Dresden l'any 1909. Era filla de Karl Justin, un treballador de ferrocarril, i la seva muller Margarethe. Va servir com a assistent al psicòleg nazi Robert Ritter al "Rassenhygienische und Bevölkerungsbiologische Forschungsstelle" (La unitat de recerca per la higiene racial i la població biològica), que fou fundada per ell l'any 1936, a la universitat de Tübingen.
Justin va estudiar infermeria i va rebre el seu doctorat en antropologia l'any 1944. A més, parlava romaní, guanyant així la confiança dels gitanos. La seva tesi doctoral, titulada "Lebensschicksale artfremd erzogener Zigeunerkinder und ihrer Nachkommen" (La història vital d'infants gitanos educats lluny de la seva cultura i els seus descendents), fou basada en els seus estudis de nens romanesos apartats dels seus parents i criats a orfenats o cases d'acollida, sense cap contacte amb la seva cultura.
La tesi fou aprovada per l'etnòleg Richard Thurnwald al març de 1943. Després de finalitzar els seus estudis, els 41 infants utilitzats van ser deportats al centre de concentració d'Auschwitz. Poc després va arribar Josef Mengele. Alguns van ser subjectes pels seus experiments i la majoria van morir a les cambres de gas. Només 2 van sobreviure. Justin va rebre el doctorat el 9 de maig.
Després de la guerra, Justin tornà a treballar amb Ritter com a psicòloga infantil al departament serveis socials del municipi de Frankfurt am Main. El 1958, l'advocat del districte de Frankfurt va iniciar una investigació sobre les seves accions en temps de guerra, però fou tancada per falta de proves. Poc després, l'any 1966, va morir de càncer a Offenbach am Main, una ciutat als afores de Frankfurt.